# Acris
Acris es un género de anfibios anuros de la familia Hylidae. Se distribuyen por Norteamérica.

## Especies
Se reconocen las 3 siguientes según ASW:
| Nombre binomial  | Autor           |
| ---------------- | --------------- |
| Acris blanchardi | Harper, 1947    |
| Acris crepitans  | Baird, 1854     |
| Acris gryllus    | (LeConte, 1825) |